# غوان أزرق الحنجرة
غوان أزرق الحنجرة (الاسم العلمي: Pipile cumanensis) هو نوع من الطيور يتبع جنس الغوان بيبيل من فصيلة القرازية.